# Вестфолл Тауншип (округ Пайк, Пенсільванія)
Вестфолл Тауншип (англ. Westfall Township) — селище (англ. township) в США, в окрузі Пайк штату Пенсільванія. Населення — 2537 осіб (2020).

## Демографія
Згідно з переписом 2010 року, у селищі мешкали 2323 особи в 1015 домогосподарствах у складі 611 родини. Було 1202 помешкання
Расовий склад населення:
| - 95,3 % — білих - 1,2 % — чорних або афроамериканців - 0,7 % — азіатів - 0,6 % — корінних американців |

До двох чи більше рас належало 1,7 %. Частка іспаномовних становила 5,3 % від усіх жителів.
За віковим діапазоном населення розподілялося таким чином: 17,5 % — особи молодші 18 років, 58,0 % — особи у віці 18—64 років, 24,5 % — особи у віці 65 років та старші. Медіана віку мешканця становила 49,9 року. На 100 осіб жіночої статі у селищі припадало 90,1 чоловіків;  на 100 жінок у віці від 18 років та старших — 86,7 чоловіків також старших 18 років.
Середній дохід на одне домашнє господарство  становив 64 918 доларів США (медіана — 54 311), а середній дохід на одну сім'ю — 78 666 доларів (медіана — 69 395). Медіана доходів становила 51 438 доларів для чоловіків та 47 125 доларів для жінок. За межею бідності перебувало 7,9 % осіб, у тому числі 9,6 % дітей у віці до 18 років та 5,6 % осіб у віці 65 років та старших.
Цивільне працевлаштоване населення становило 953 особи. Основні галузі зайнятості: освіта, охорона здоров'я та соціальна допомога — 23,4 %, роздрібна торгівля — 15,5 %, виробництво — 10,6 %, фінанси, страхування та нерухомість — 9,9 %.